# Nebria brevicollis
Nebria brevicollis ist eine Käferart in der Familie der Laufkäfer (Carabidae). Wie die meisten Käferarten besitzt er keinen eingeführten deutschen Namen, gelegentlich wird er als Gewöhnlicher Dammläufer bezeichnet. (Die sehr selten verwendete Variante „Pechschwarzer Dammläufer“ ist missverständlich und sollte deshalb vermieden werden.)
Die 10 bis 14 mm großen Käfer haben eine glänzend schwarze Farbe mit braunroten Beinen und Fühlern. Auf den Deckflügeln befinden sich je neun feine Längsrillen, die dem Käfer ein charakteristisches Erkennungsmuster geben. Die weit verbreiteten Käfer sind im Gegensatz zu anderen Arten der Gattung nicht nur an den feuchten, lehmigen Gewässerufern in Mitteleuropa vorzufinden, sondern bewohnen häufig schattige Stellen am Boden der feuchten Wälder. Als Versteck werden lose Rindenstücke, Steine oder Stellen in der Grasnarbe genutzt. Mit seinen Mandibeln erfasst er bei der Jagd Spinnen, Würmer und Insekten, die durch Sekrete zersetzt werden und dann als Brei aufgesogen werden.